# Juri Ide
Juri Ide (Tóquio, 9 de junho de 1983) é uma triatleta profissional japonesa.

## Carreira

### Londres 2012
Juri Ide disputou os Jogos de Londres 2012, terminando em 34º lugar com o tempo de 2-04:43. 